# Герштейн, Кирилл Леонидович
Кирилл Леонидович Герштейн (англ. Kirill Gerstein; род. 23 октября 1979, Воронеж) — американский пианист.

## Биография
Родился 23 октября 1979 года в Воронеже. В 1990 году в 11 лет выступил на Международном Баховском конкурсе в Гожуве (Польша). Был приглашен в Музыкальный колледж Беркли в 1993, стал его самым молодым учащимся. Окончил Манхеттенскую школу музыки, получил диплом бакалавра и магистра (1999). Затем учился в Высшей школе музыки королевы Софии в Мадриде у Дмитрия Башкирова и Клаудио Мартинеса Менера. Также брал уроки у Алексиса Вайссенберга. В 2003—2004 был одним из шестерых студентов Международной академии фортепианного искусства на озере Комо (президент — Марта Аргерих).
C 2003 — гражданин США. Преподает фортепиано в Высшей школе музыки в Штутгарте.

## Концертная деятельность
Дебютировал с цюрихским оркестром Тонхалле под управлением Давида Цинмана в сентябре 2000. Выступал с Королевским филармоническим оркестром под управлением Шарля Дютуа, Чикагским симфоническим оркестром под управлением Кристофа Эшенбаха (2002), Гонконгским филармоническим оркестром (2006) , Кливлендским оркестром (2008) и др.
Гастролировал вместе со Стивеном Иссерлисом, выступал и записывался с Табеей Циммерман.

## Записи
Первой записью пианиста стал альбом с сочинениями Баха, Бетховена, Скрябина и Гершвина (Oehms Classics).

## Награды
- Первая премия на Международном конкурсе пианистов имени Артура Рубинштейна (2001, Тель-Авив)
- Премия Гилмора молодому артисту (2002, США),
- Премия Гилмора (2010).